# Amerimanga
Amerimanga ou OEL Manga (Original English-Language manga, lit. "Mangá original em inglês") é o termo comumente usado para descrever revistas em quadrinhos ou graphic novels do gênero "internacional" de mangá cujo idioma da publicação original é o inglês. O termo mangás internacionais, como usado pelo Ministério dos Negócios Estrangeiros do Japão, abrange todos os quadrinhos estrangeiros, que inspiram a "forma original de apresentação e de expressão" encontrado no mangá japonês.

## História

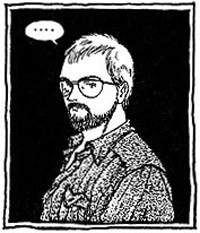
Toren Smith

A mais antiga série derivada de mangá lançada nos Estados Unidos foi uma adaptação americana de Astro Boy de Osamu Tezuka publicada pela Gold Key Comics (um selo da Western Publishing a partir de 1965, entre 1979, a mesma editora publicou uma adaptação de Battle of Planets (versão norte-americana do anime Gatchaman da Tatsunoko Productions). Entre 1979 e 1980, a Marvel publicou quadrinhos da linha de brinquedos Shogun Warriors, baseada em mechas (robôs gigante) das franquias Brave Raideen, Chodenji Robo Combattler V e Wakusei Robo Danguard Ace.
Os primeiros quadrinhos produzidos por artistas americanos influenciado pelos mangá surgiram em meados da década de 1980, A editora Antarctic Press, com sede em San Antonio, produziu a antologia Mangazine em 1985, e a Rion Productions, com sede em Ohio, publicou duas edições do Rion 2990, de Doug Brammer e Ryan Brown, em 1986. Entre 1986 e 1988, a First Comics publicou Dynamo Joe, uma série sobre um mecha criada por Doug Rice, a série primeiro teve roteiros por John Ostrander e depois por Phil Foglio. Ben Dunn às vezes substituía Rice nos desenhos.
No final dos anos 80, a Antarctic e a Eternity Comics publicaram obras inspiradas em mangás, como a Ninja High School de Ben Dunn (estreando em 1987) e Metal Bikini de Jason Waltrip (estreando em 1990), bem como adaptações de animes como Captain Harlock, Robotech e Lensman.
Uma versão americana de Dirty Pair feita por Adam Warren e Toren Smith foi publicada pelo Studio Proteus em 19888.
Warren e Dunn são frequentemente requisitados para criarem versões mangás de personagens dos comics, o primeiro fez isso com Novos Titãs (uma possível formação futurista do grupo), e Gen¹³, o segundo o Marvel Mangaverso, uma linha editorial da Marvel Comics ambientada em um Universo paralelo.
Em 1993, a editora de origem japonesa Viz Media publicou uma linha de American Manga. A versão encurtada, "Amerimanga", é possivelmente o termo mais antigo para esse tipo quadrinho. Outras variações são OEL manga, western manga, world manga, neo-manga, e nissei comi, o termo OEL manga é mais usado atualmente. O termo não indica apenas publicações do mercado norte-americano, mas também de outros países de língua inglesa como Canadá, Austrália e Reino Unido.
Entre 1999 e 2000, o coreano Tommy Yune produziu três séries de quadrinhos de Speed Racer publicadas pela Wildstorm: Speed Racer, Racer X e Speed Racer: Born to Race.

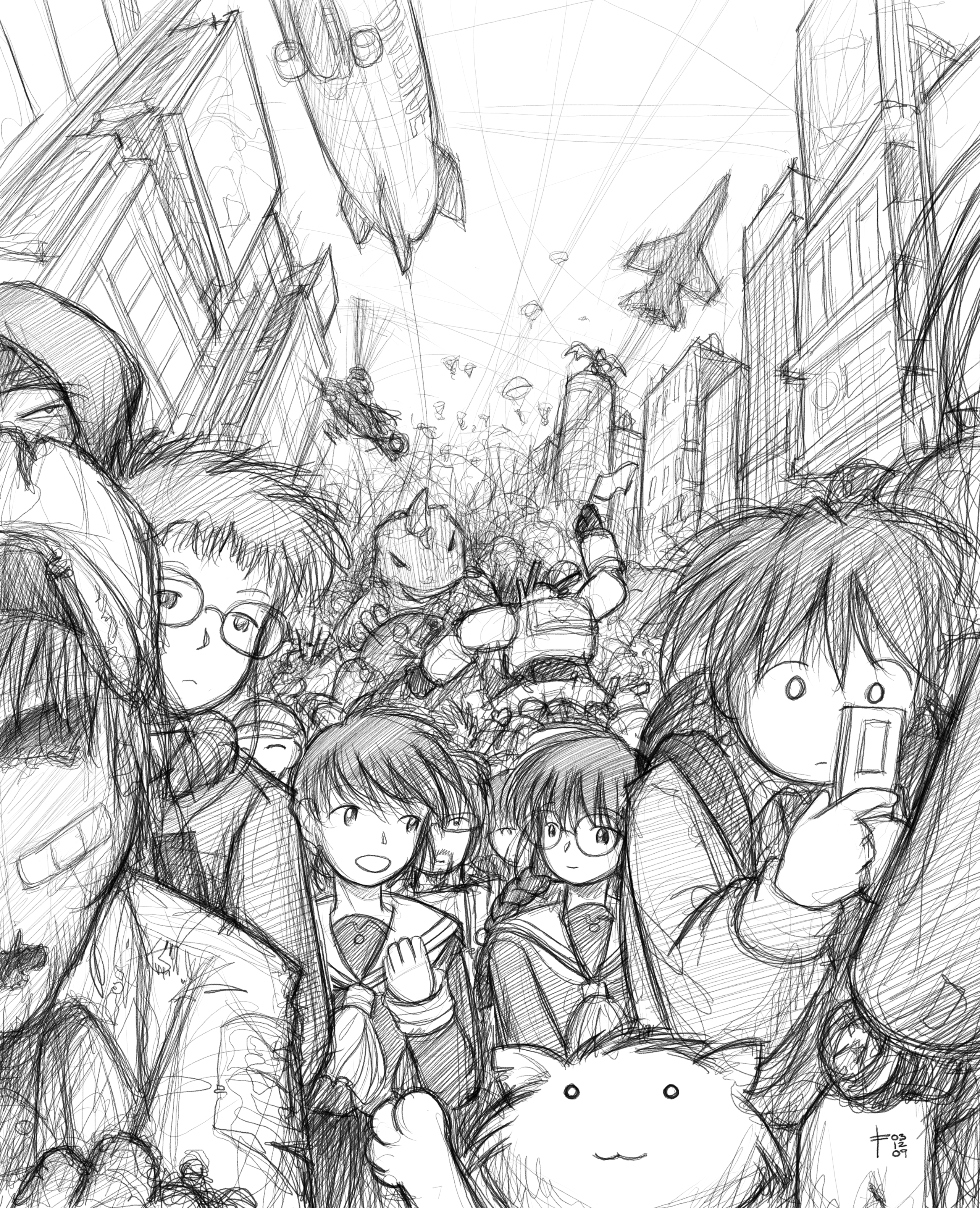
Megatokyo de Fred Gallagher

Em 2000, Fred Gallagher lançou na internet a webcomic Megatokyo, que mais tarde, ganharia compilações de suas tiras publicadas na internet, algumas delas editadas num formato próximo ao usado nos tankōbons (livros de bolso) pela Dark Horse e pela CMX (extinta linha mangá da DC Comics)..
Mesmo com o fim da CMX em Maio de 2010, a DC prometeu continuar publicando Megatokyo. Influências dos mangás podem ser vistas em trabalhos de artistas de comics como Frank Miller, Joe Madureira, Humberto Ramos, Chris Bachalo. Em 2003 a Marvel Comics criou outras duas linhas inspiradas em mangás: Tsunami e Marvel Age (atual Marvel Adventures)
A presença dos mangás é cada vez maior nos Estados Unidos (onde há até mesmo uma versão local da Shonen Jump foi publicada pela Viz), o estilo tem influênciado não só a Marvel e a DC Comics, mas diversas outras editoras tradicionais como a Archie Comics nos títulos Sabrina, the Teenage Witch e Josie & the Pussycats. A influência dos mangás não fica restrita apenas no traço, mas também na escolha de cores, temática e formato de publicação. A linha Marvel Age/Adventures por exemplo, lança compilações de suas publicações de brochuras no formato "digest" (popularmente conhecido no Brasil como formatinho).
O OEL manga gradualmente se tornou mais amplamente usado, mesmo que geralmente incorretamente, porque era um termo mais abrangente e global que incluía trabalhos produzidos por todos os falantes de inglês, abrangendo trabalhos originários de países como Canadá, Austrália e Reino Unido, bem como no Estados Unidos. O colunista da Anime News Network, Carlo Santos, fez o primeiro uso registrado do termo em 28 de abril de 2005 em seu blog pessoal, e outros começaram a usá-lo em fóruns e espalhar a popularidade da frase. Em outubro de 2005, o jornal da indústria editorial Publishers Weekly também fazia uso do termo, mas os editores de mangá ainda não o usaram em anúncios oficiais ou comunicados à imprensa.
No entanto, a palavra original, mangá, ainda é usada por editoras como Tokyopop, Harper Collins e várias pequenas editoras como um termo geral para todas as seus romances gráficos - sem referência à origem ou localização de seu criador ( s). O significado da palavra, entretanto, mudou fora do Japão como uma referência aos quadrinhos originalmente publicados no Japão, independentemente do estilo ou idioma. O dicionário Merriam-Webster define a palavra manga como significando "uma história em quadrinhos ou história em quadrinhos japonesa", refletindo a mudança do significado que essa palavra já tinha usado fora do Japão.
Como a palavra "manga" - sendo um empréstimo japonês em inglês - significa quadrinhos inicialmente publicados no Japão, tem havido tentativas de encontrar termos mais apropriados para o número crescente de publicações de mangás criadas por autores não japoneses. Ao lado do termo “OEL Manga”, há também o termo “quadrinhos influenciados por mangá” (MIC) em uso. Por exemplo, Megatokyo, que foi programado para ser publicado pela maior produtora de mangá Kodansha, ainda é referido como um "quadrinho influenciado pelo mangá".
O site de notícias de anime e mangá Anime News Network atualmente usa o termo "world manga", cunhado por Jason DeAngelis da Seven Seas Entertainment, para descrever esses trabalhos em sua coluna intitulada Right-Turn Only. Em maio de 2006, Tokyopop mudou oficialmente o nome de sua linha de mangá não japonês para "manga global", considerando-o um termo mais respeitoso e preciso do que Amerimanga, com suas conotações negativas de ser uma qualidade inferior de trabalho em comparação com o mangá japonês; no entanto, os próprios livros do Tokyopop, sejam eles do Japão, da Coréia ou de algum outro país, todos dizem mangá sobre eles e são arquivados na seção de mangás das principais cadeias de livrarias como a Barnes & Noble ao lado do mangá japonês, manhwa coreano, manhua chinês, manga la nouvelle francesa e novelas gráficas americanas de tamanho e dimensões semelhantes. Entende-se, entretanto, que o mangá não atua como um empréstimo quando usado na língua japonesa original e, portanto, apenas assume seu significado original de, simplesmente, quadrinhos.